# Île-de-Sein
Île-de-Sein (en bretó Enez-Sun) és un municipi francès, situat a la regió de Bretanya, al departament de Finisterre. L'any 2006 tenia 238 habitants. És un dels municipis insulars bretons, forma part de l'arxipèlag d'Îles du Ponant juntament amb Ouessant, Île-Molène, Sein, Groix, Île-de-Batz, Arz, Houat, Hoëdic i Belle-Île. També forma part del Parc natural regional d'Armòrica, del Parc natural marí d'Iroise i de l'associació de les îles du Ponant. El seu paisatge ha inspirat una novel·la d'Henri Queffélec.

## Administració
| Període   | Identitat             | Partit |
| --------- | --------------------- | ------ |
| 2001-2008 | Alain Le Roy          |        |
| 2008-     | Jean- Pierre Kerloc'h |        |

## Galeria

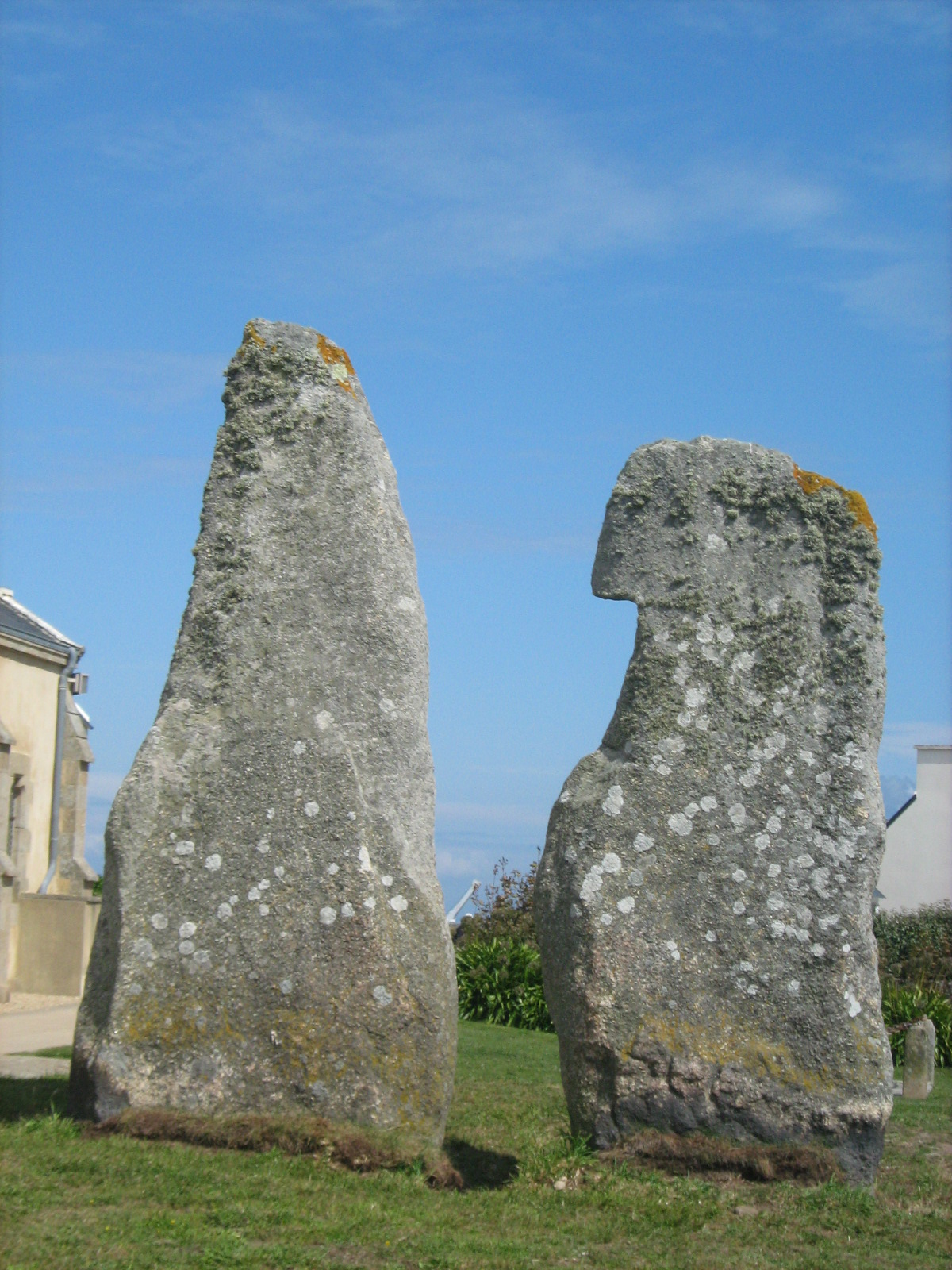
Els Causeurs de l'illa
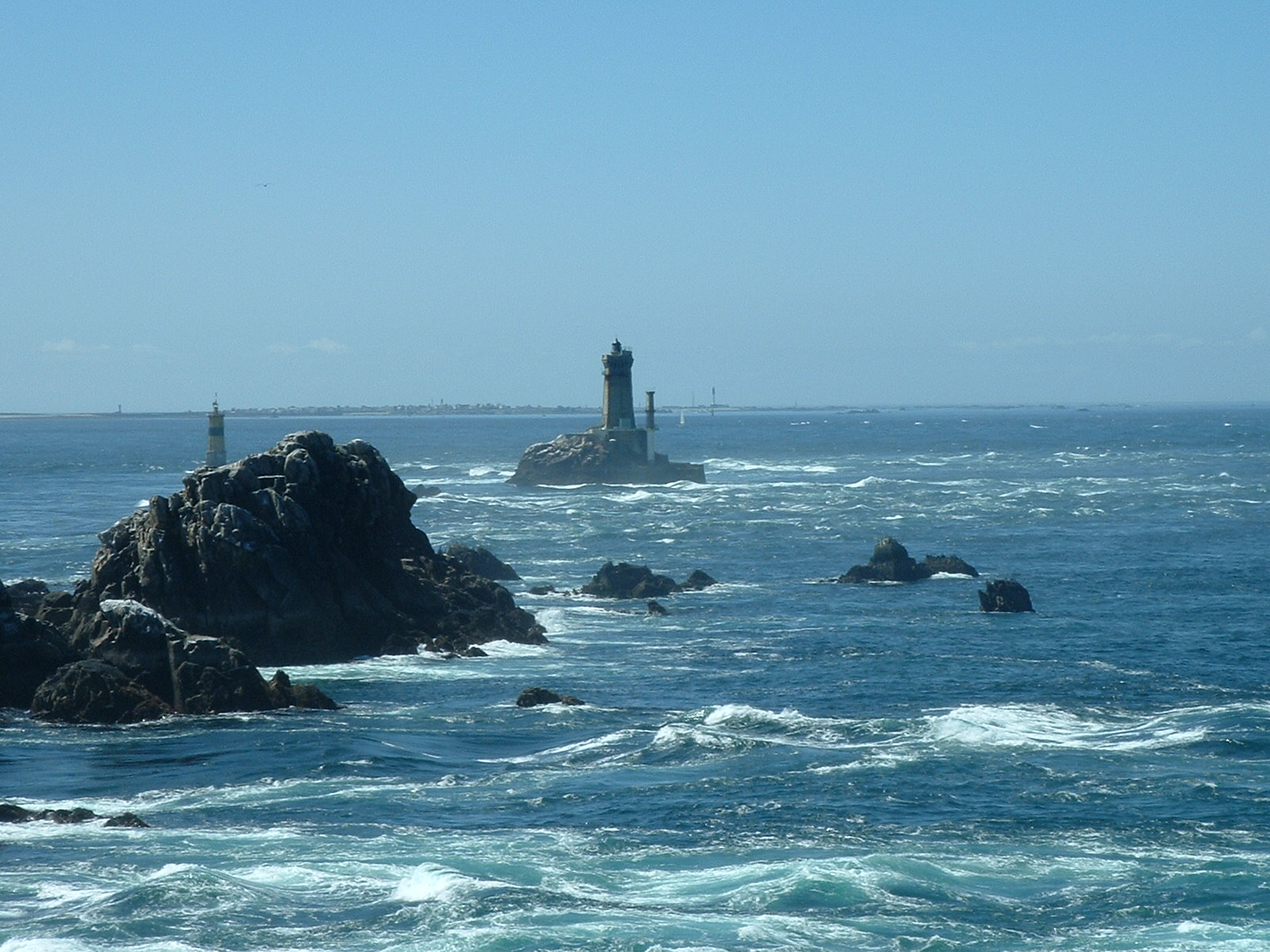
Vista de la punta de Raz vers el raz de Sein; el far de la Vieille i la tourelle de la Plate.
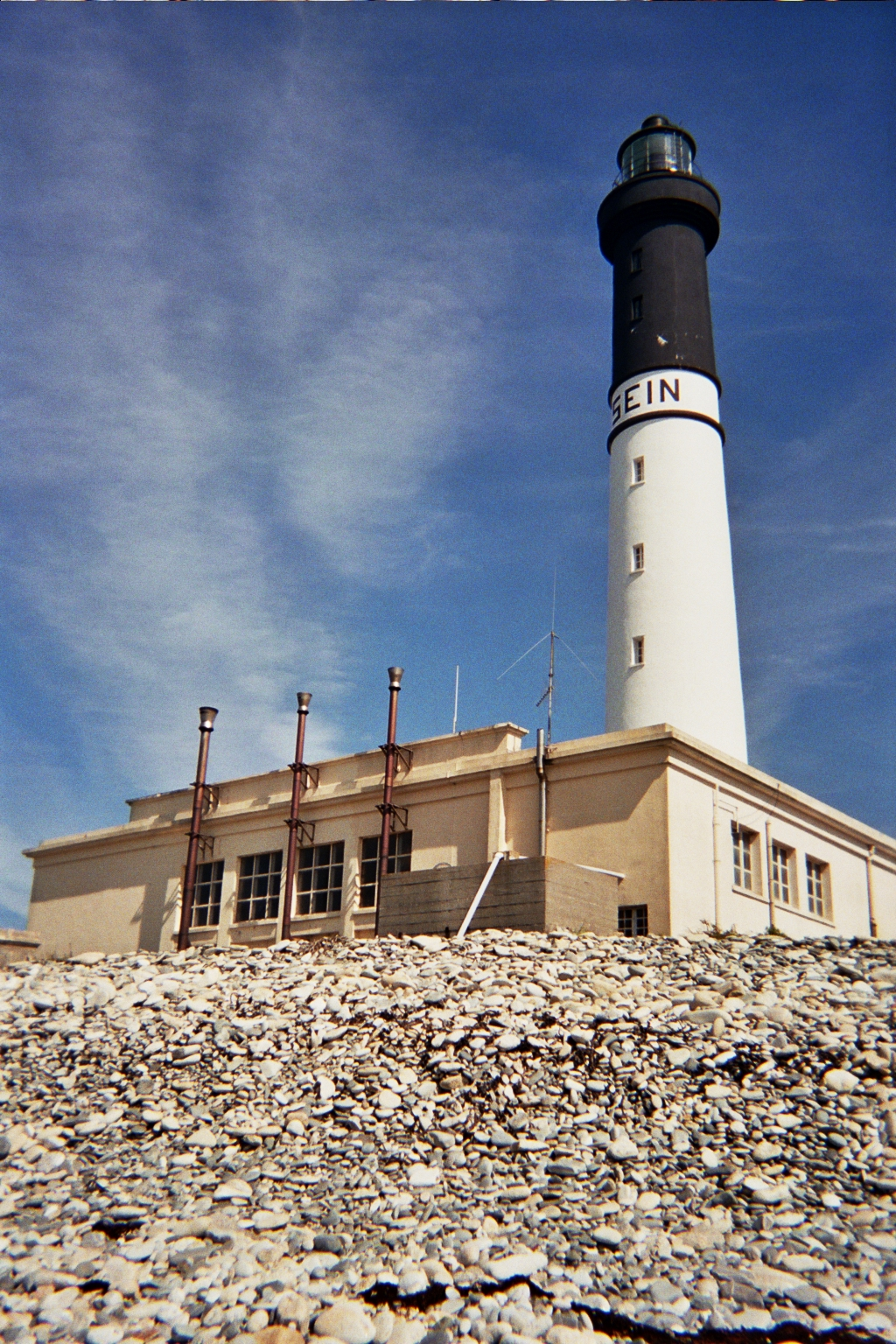
Far de l'illa sobre la central tèrmica
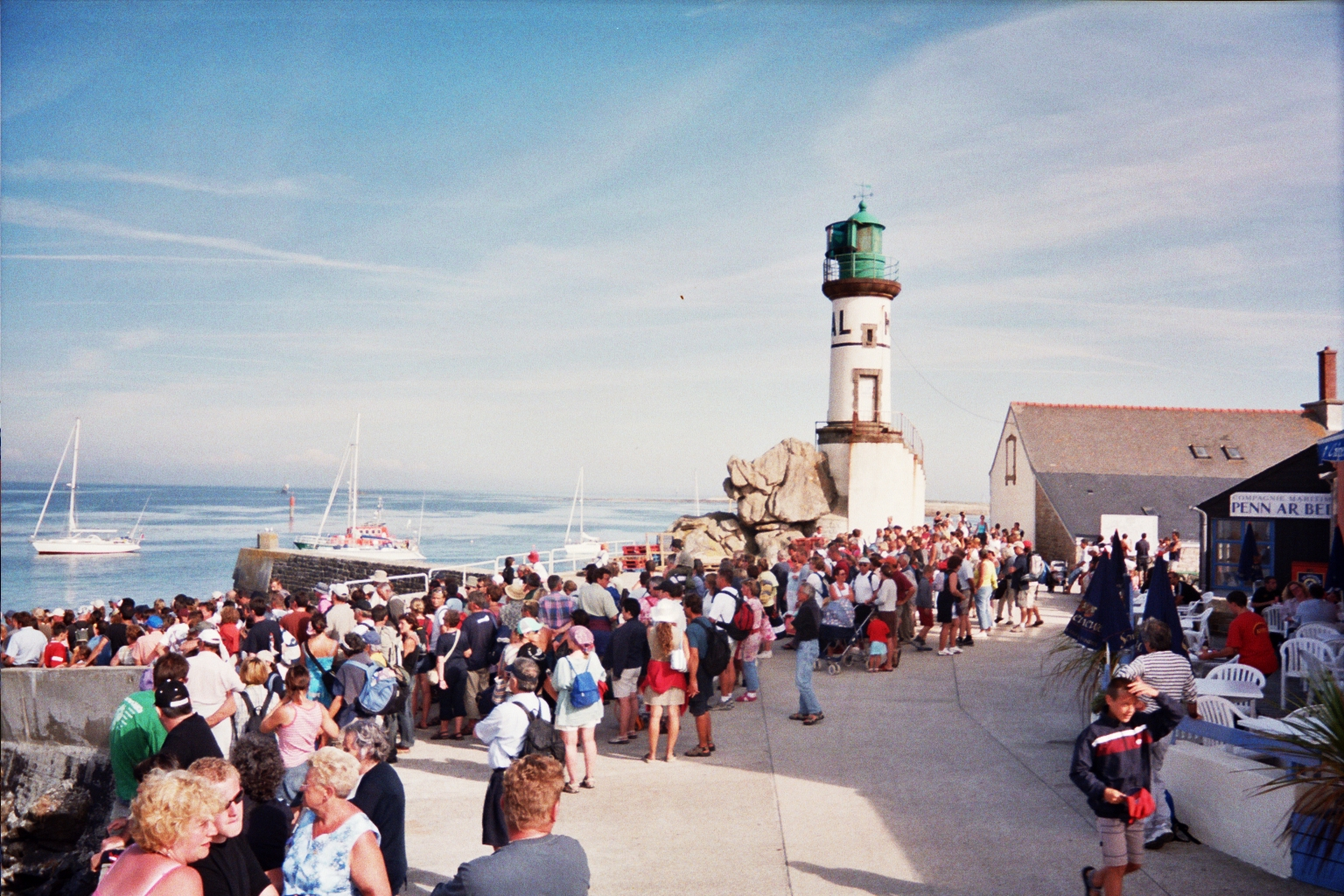
Turistes al port, davant el far de Men Brial, inaugurat el 2005